# مکتب تبریز اول
مکتب تبریز اول یا مکتب مغول (ایلخانی) (قرون ۷ و ۸ ه‍.ق) اولین مکتب نگارگری ایرانی است که در تبریز پایه‌ریزی شده و به همین دلیل آن را مکتب تبریز نامیده‌اند. این مکتب مصادف با حکومت ایلخانان مغول در ایران است که مرکز خود را تبریز قرار دادند. این مکتب، دوره آغاز ورود عناصر چینی به حوزهٔ نگارگری ایرانی به حساب می‌آید. در این دوره تأثیر نقاشی چینی بر روی نگارگران ایرانی واضح است. مکتب تبریز اول در دوره ایلخانان، بیشتر با عنوان سبک مغولی و گاه سبک رشیدیه معرفی شده است.
از آثار این مکتب می‌توانیم به منافع الحیوان ابن بختیشوع (۶۹۵ ه‍.ق)، جامع التواریخ رشیدی (۷۱۴ ه‍.ق)، یک نسخه کلیله و دمنه که در آن عناصر منظره طبیعی تنوع قابل ملاحظه‌ای یافته‌اند، معراج نامه، تاریخ چنگیزی و از محصولات دیگر کارگاه‌های تبریز، شاهنامه دموت است که نگاره‌های آن توسط چند نقاش اجرا شده است و هم‌اکنون تنها چند تصویر پراکنده از آن باقی است. در نگاره‌های شاهنامهٔ دموت سنت‌های ایرانی و بین‌النهرینی پیش از مغول با سنت‌های خاور دور آمیخته شده‌اند. شاهنامهٔ دموت را می‌توان نقطهٔ اوج پیشرفت نقاشی عهد ایلخانی دانست. بیشتر این کتاب‌ها در ربع رشیدی تهیه شدند.

## ویژگی‌ها
چهره‌ها، نحوه نمایش طبیعت مثلاً ترسیم تنه پیچیده و گره‌دار درختان و صخره‌های تیز و چین وچروک لباسها متأثر از سنت بیزانسی ودشت‌های بریده و ابرهای مواج، مراعات نسبت‌ها، دقت در رسم گیاهان و اعضای بدن حیوانات، و تحرک و جنبش بیشتر در نمایش صحنه‌ها به جای آرامش و سکون موجود در نقاشی سنّتی ایرانی در این مکتب دیده می‌شوند.
از سوی دیگر، استفاده از نقوش تزیینی هنر ایرانی مانند نقوش هندسی کاشی‌کاری، و اعتبار بخشیدن به معماری ایرانی به عنوان اصلی‌ترین جانمایه کار و بازنمایی روح ملی، تقلید صرف از هنر چینی را نفی می‌کند.
هنرمندان ایرانی در عین پذیرش عناصر تازه که به آثار آنان جلوه‌ای نو و تحرکی بیشتر می‌بخشید، این عوامل را با شیوه سنتی نگارگری ایرانی چنان آمیختند که به سختی می‌توان این عناصر تازه را در میان تاروپود هنر سنّتی تمیز داد. در واقع، آمیختن این عناصر جدید به شیوه‌ای کاملاً ایرانی انجام پذیرفت؛ به‌طوری‌که لطمه‌ای به تداوم هنر نگارگری ایرانی وارد نکرد.
در این دوران دو اتفاق مهم در نگارگری رخ داد:
اول: آغاز ورود عناصر چینی به حوزه نگارگری ایرانی بود.
دوم: ایجاد سنت کارگاهی، هنر به صورت تخصصی درآمد و هر یک از هنرمندان بخشی از کار را برعهده گرفتند. این اتفاق با تأسیس ربع رشیدی که به دستور خواجه رشید الدین فضل‌الله ساخته شده بود شروع شد.
از نگارگران این دوره می‌توان از احمد موسی، امیر دولتیار، مولانا ولی‌الله و محمدعلی توسی کاتب نام برد.

## نگارخانه

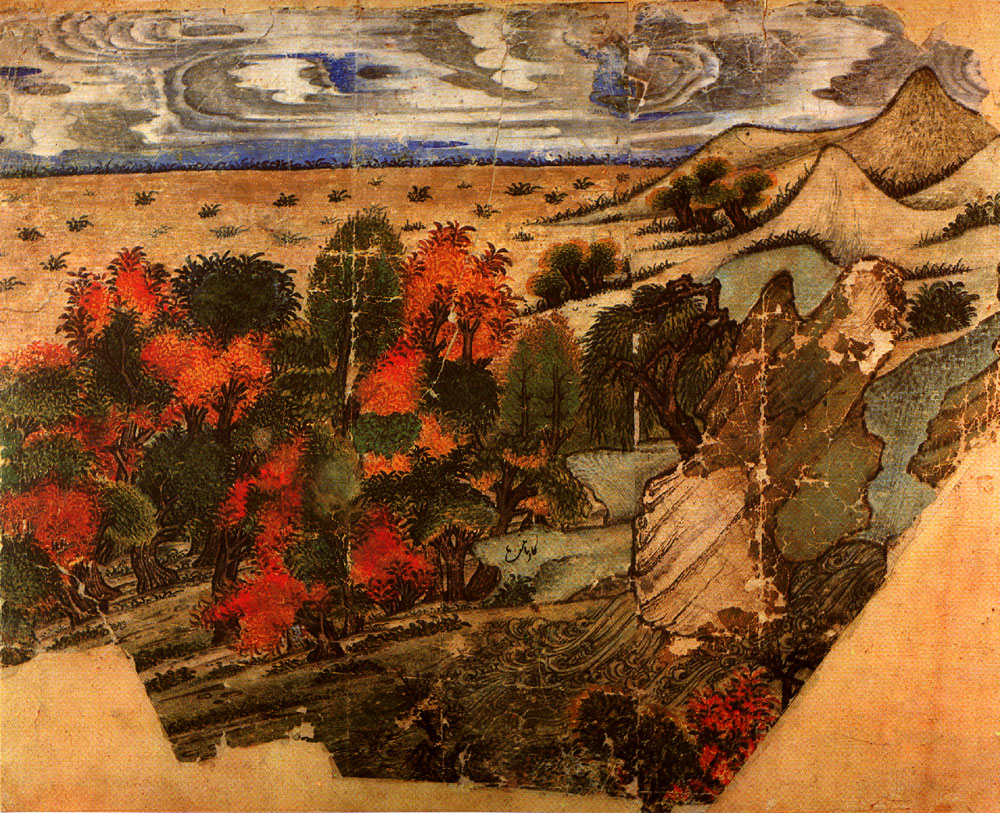
منظرهٔ تابستان.
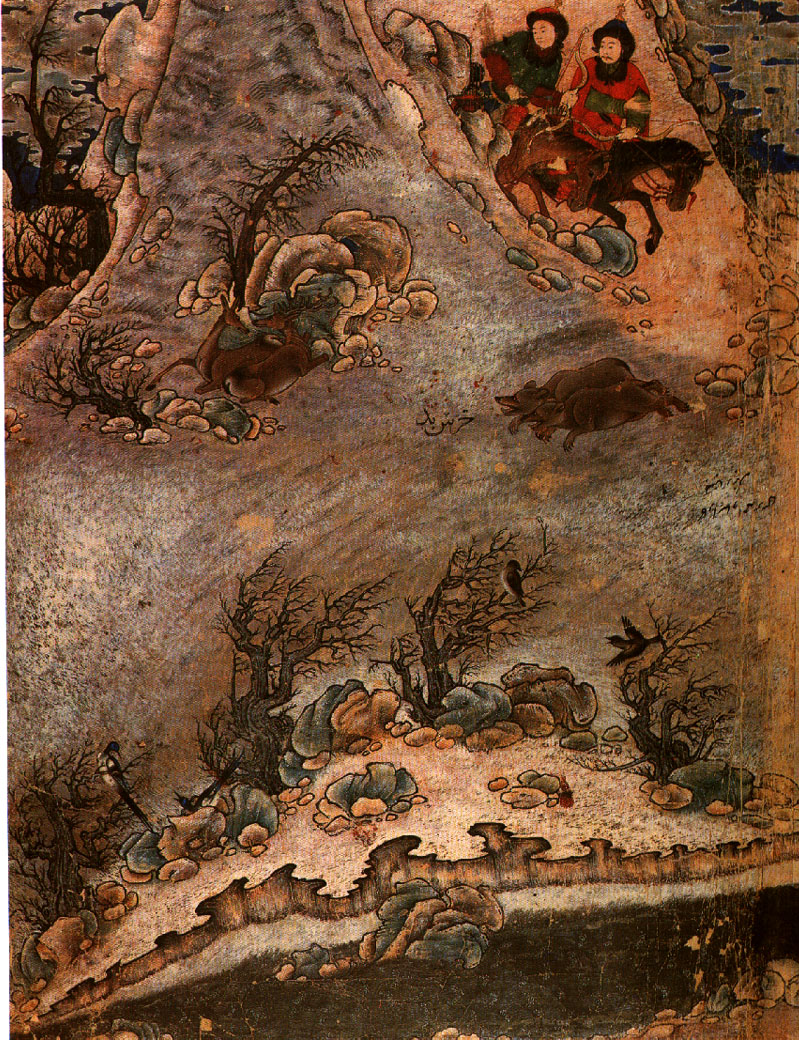
منظرهٔ زمستان.
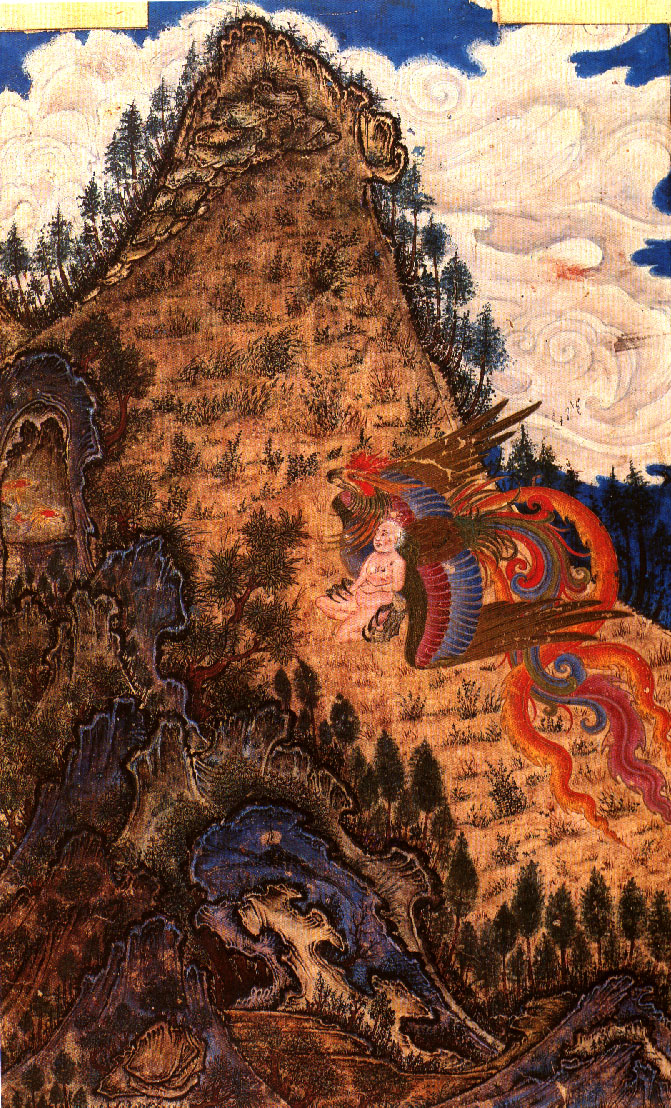
سیمرغ زال را می‌رباید.
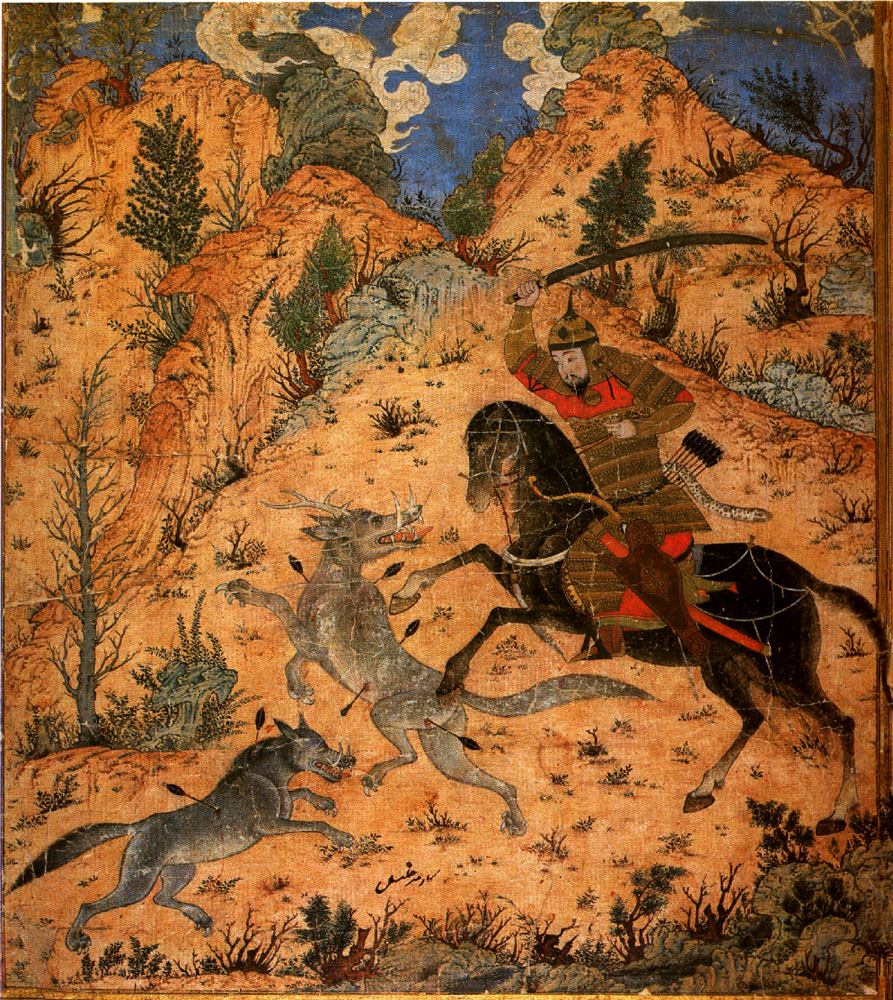
اسفندیار با گرگ‌ها می‌جنگد.
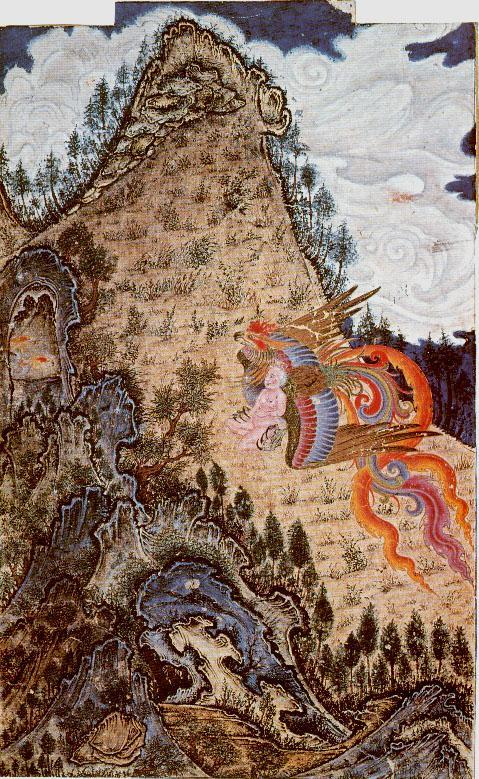
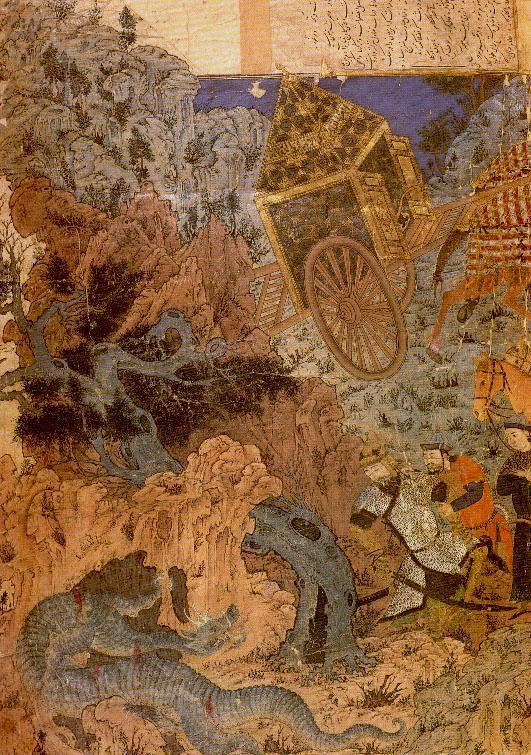
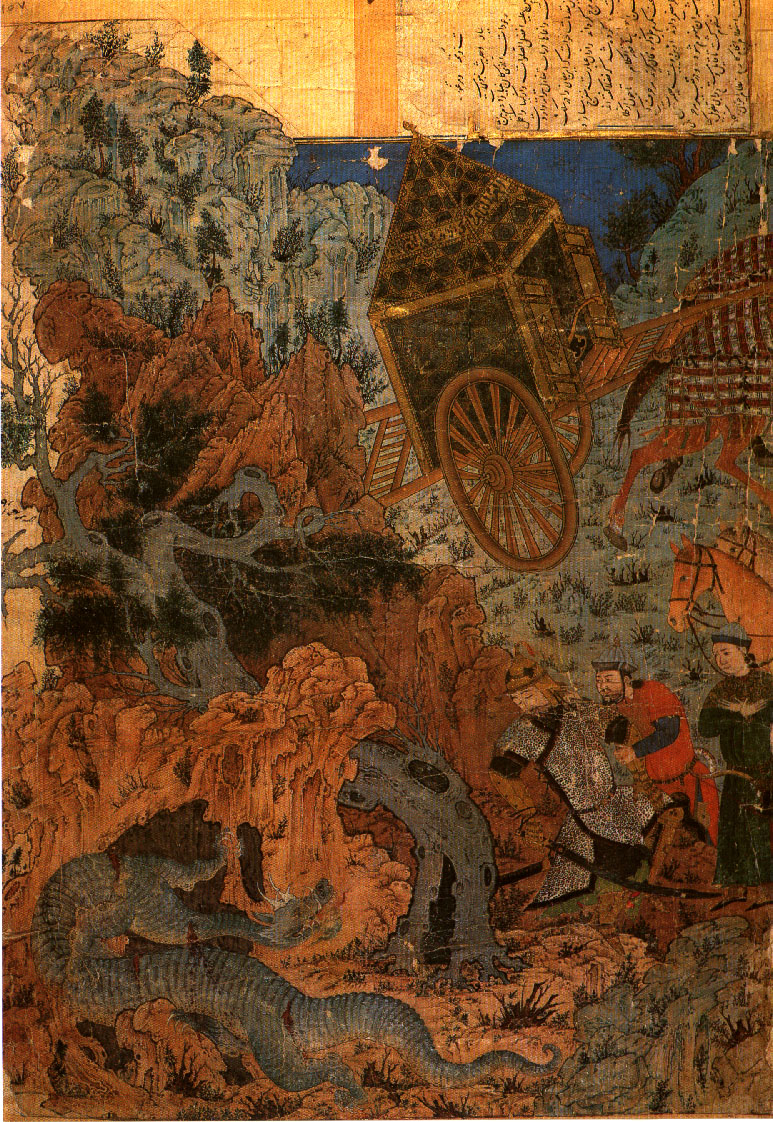
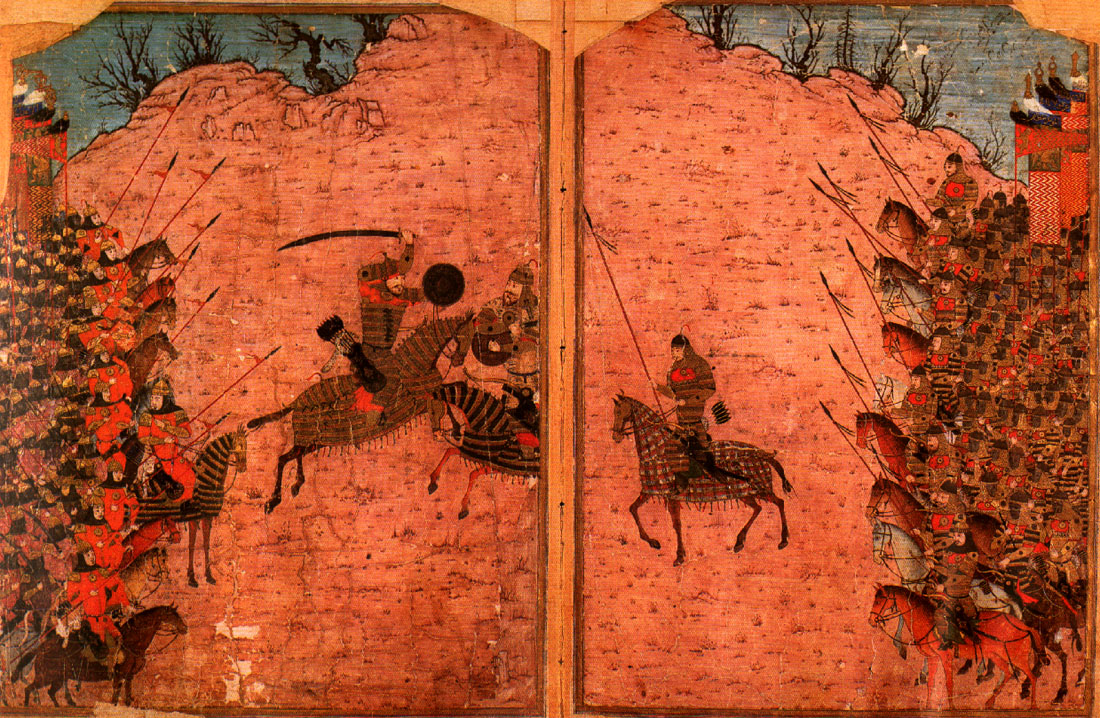
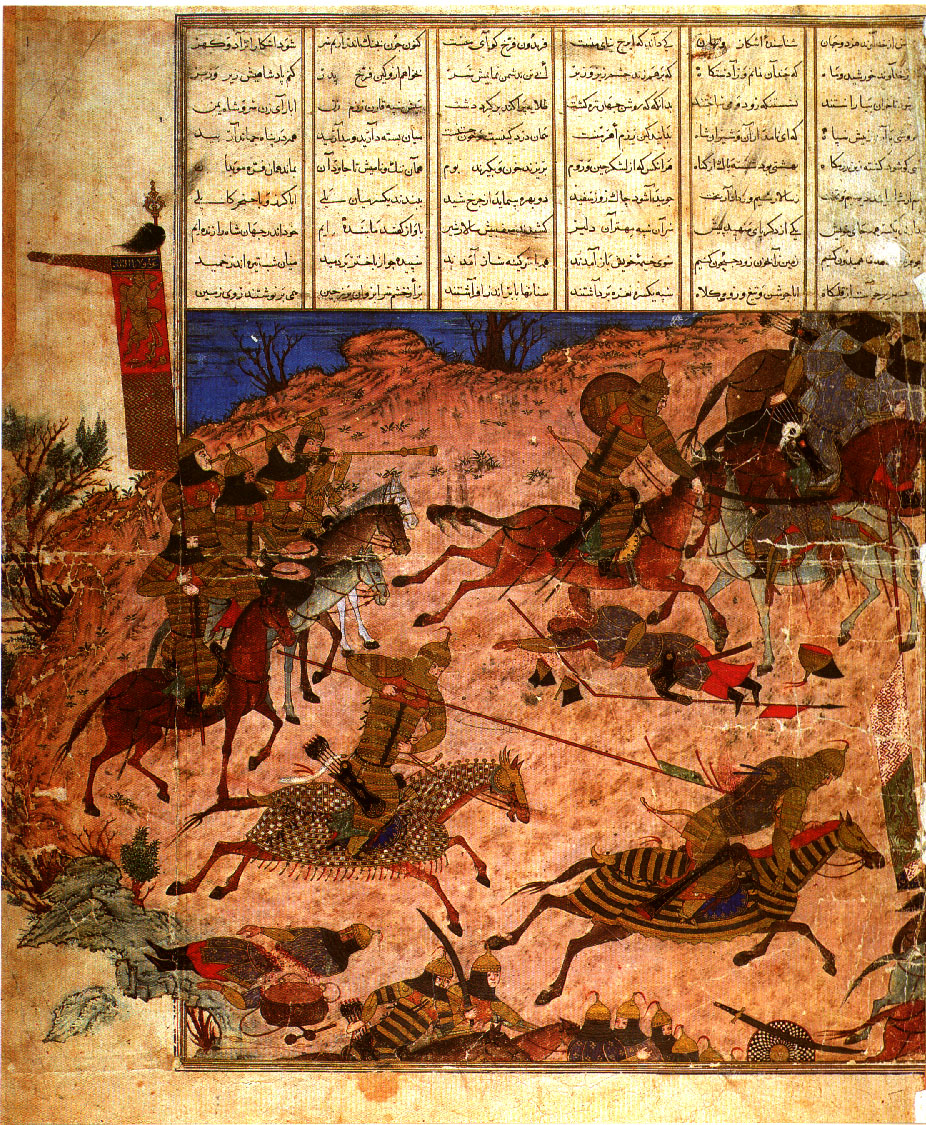
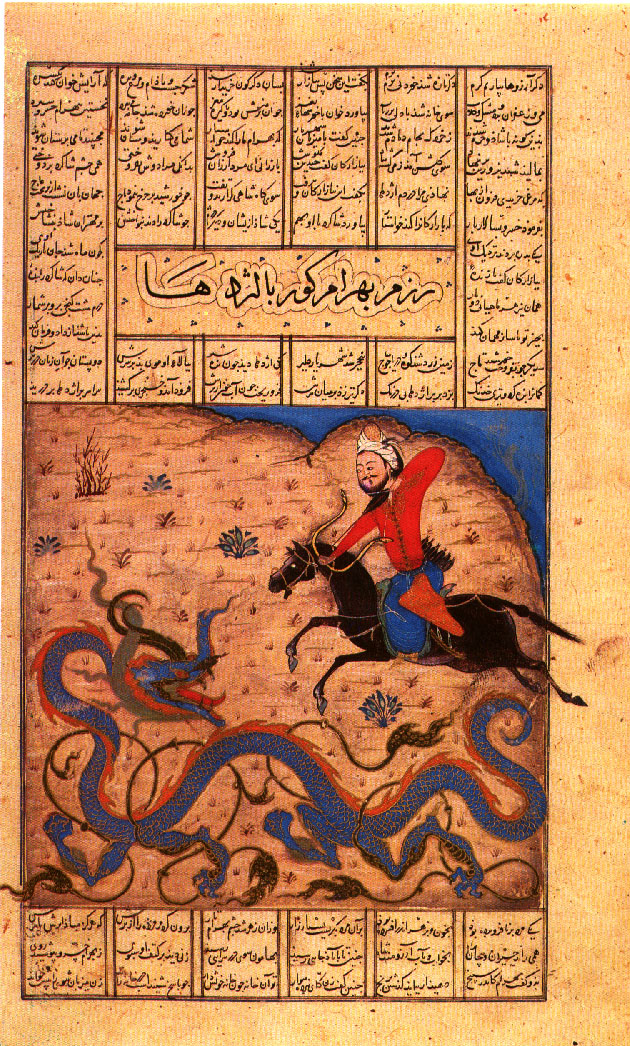